# Jean Monnet

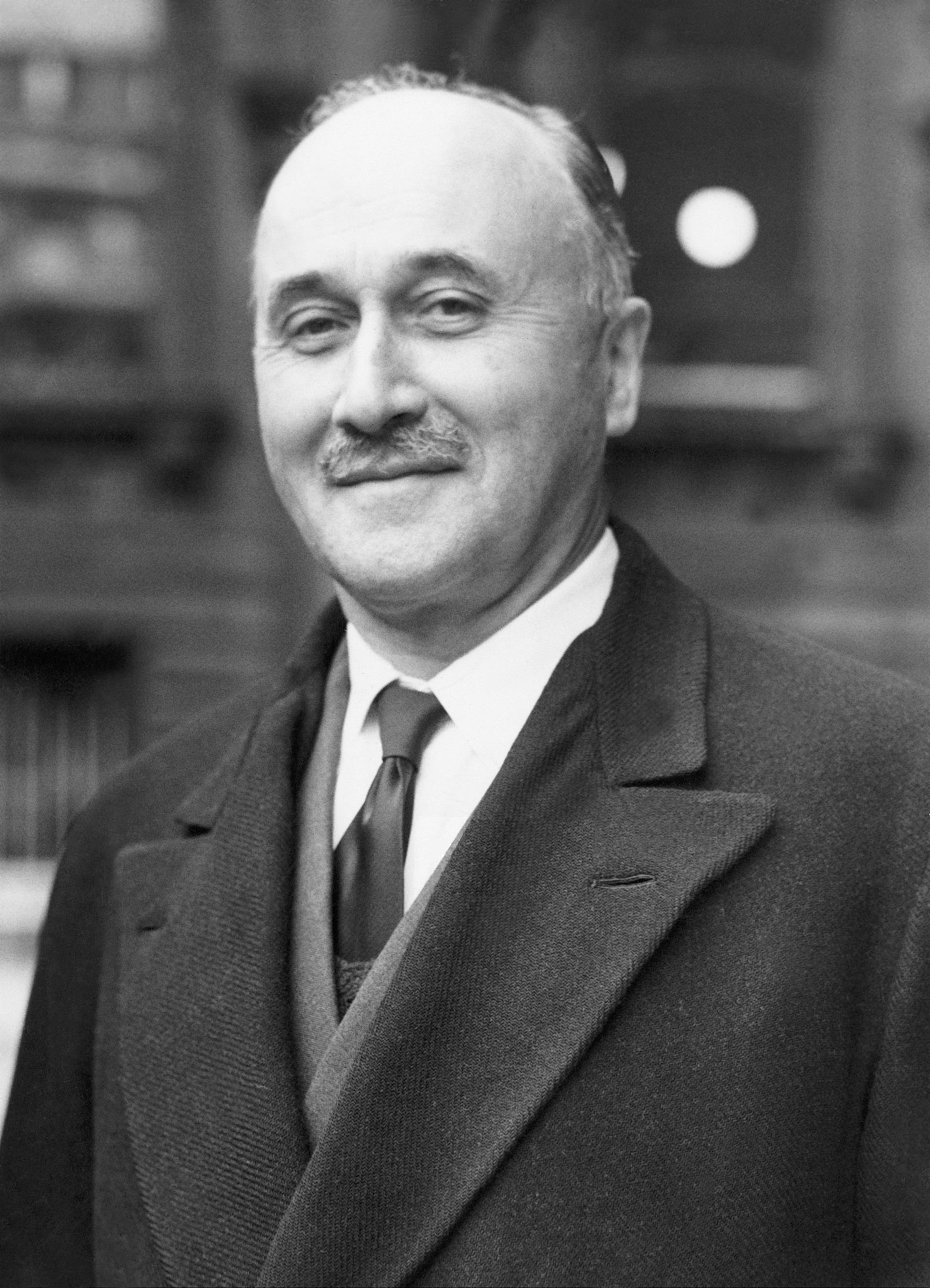
Jean Monnet 1952

Jean Omer Marie Gabriel Monnet (* 9. November 1888 in Cognac, Frankreich; † 16. März 1979 in Bazoches-sur-Guyonne, Département Yvelines bei Paris) war ein französischer Unternehmer. Er gilt als der Wegbereiter der europäischen Einigungsbestrebungen, ohne je Politiker im Sinne eines gewählten Mandatsträgers gewesen zu sein – er war nie Regierungschef oder Minister. Monnet gilt als einer der Gründerväter der Europäischen Gemeinschaften und wird als „Vater Europas“ bezeichnet.
Vor seiner politischen Karriere in Frankreich bzw. Westeuropa nach dem Zweiten Weltkrieg war er im Unternehmen seiner Familie, in der internationalen Wirtschaftsverwaltung, als Koordinator für Rüstungskooperationen in beiden Weltkriegen und als stellvertretender Generalsekretär des Völkerbundes tätig. Am besten bekannt wurde er als der politische Architekt, der die Pläne zum Zusammenschluss der westeuropäischen Schwerindustrie verwirklichte. Seine Einigungskonzeption folgte dabei den Grundsätzen des politischen Funktionalismus und dem Spill-over-Effekt, wonach „sektorale Integration zu einer Verflechtung immer weiterer Sektoren und schließlich zum Endstadium einer allgemeinpolitischen Föderation“ führt.

## Leben

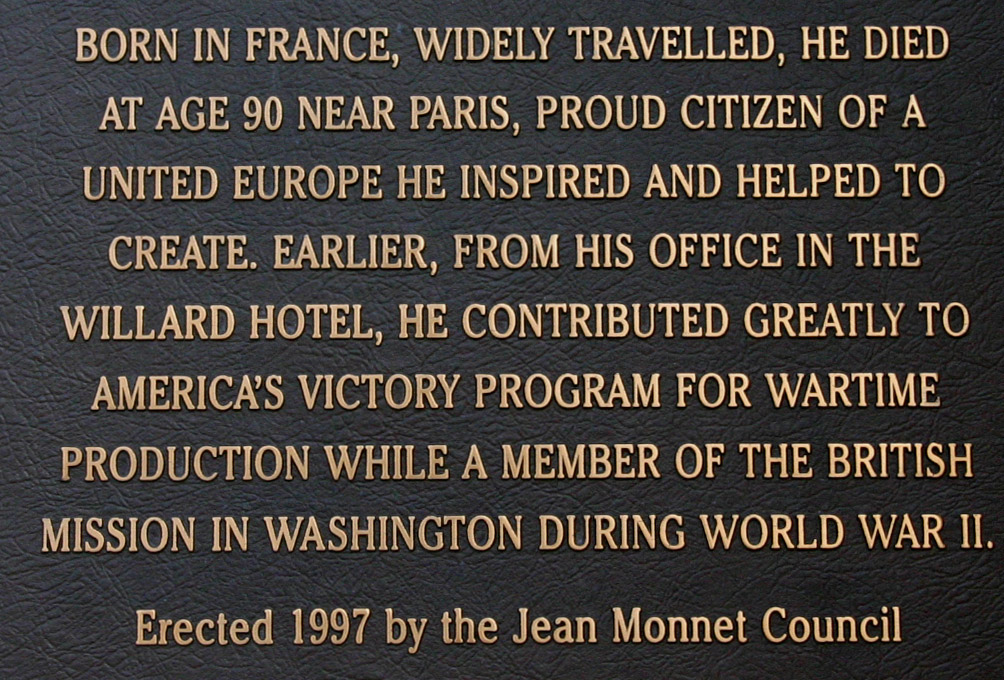
Erinnerungstafel

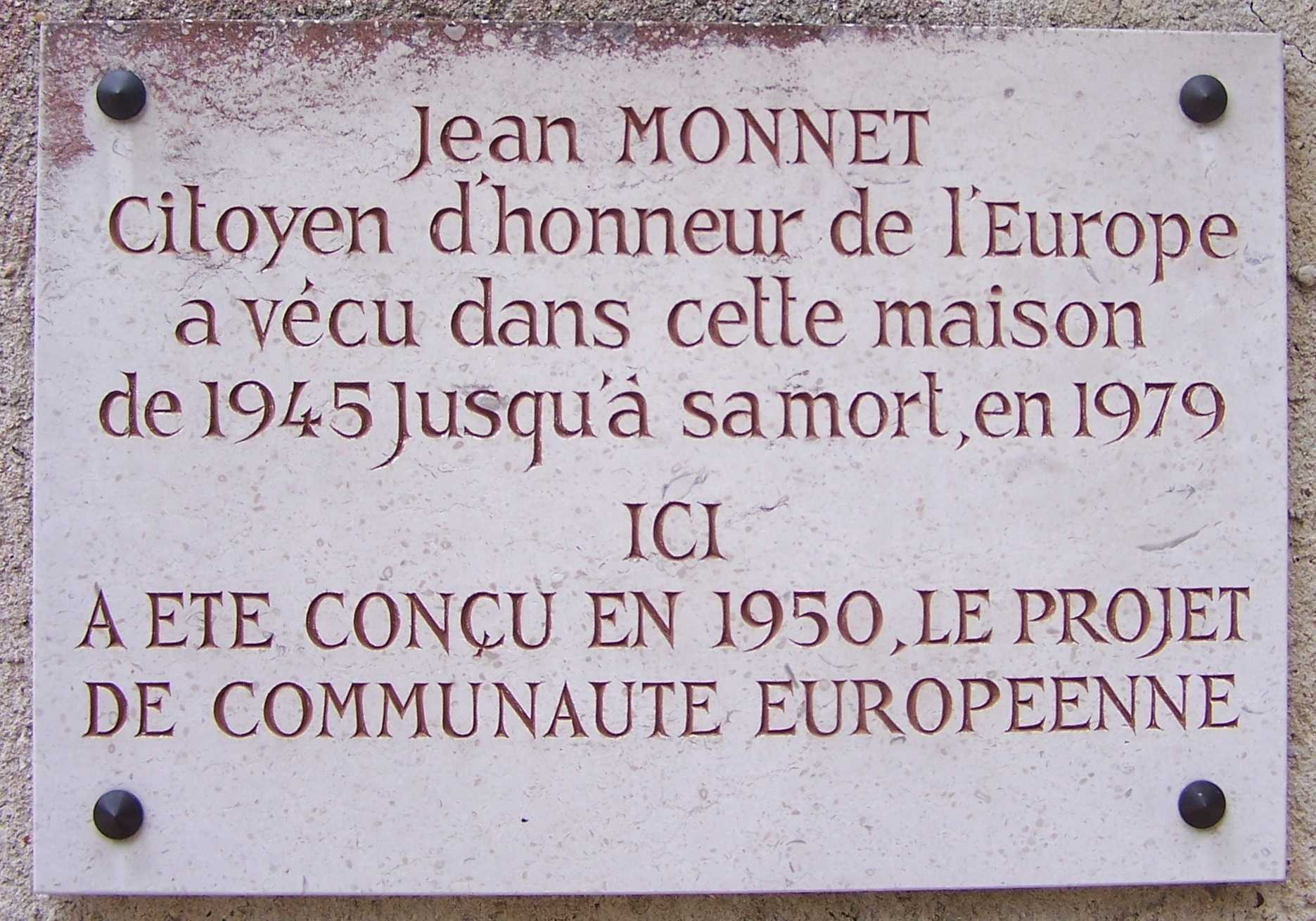
Erinnerungstafel in Bazoches-sur-Guyonne

Jean Monnet entstammte einer französischen Kaufmanns-Dynastie, die im Weinbrandhandel (‚Cognac‘) tätig war. Als Unternehmer verbrachte er einige Jahre in Warschau, London, Shanghai und den USA, woher auch seine Aufgeschlossenheit gegenüber der englischsprachigen Welt rührte.
Während des Ersten Weltkriegs arbeitete Monnet in interalliierten Einrichtungen der wirtschaftlichen Zusammenarbeit. Es handelte sich dabei um paritätisch besetzte internationale Organe: zuerst binational britisch-französisch, dann trinational auch mit Italien und zuletzt auch mit den USA als viertem Partner. In dieser immer enger und straffer werdenden Organisation erfolgte die Koordination der kriegswirtschaftlichen Güternachfrage und -logistik der westlichen Alliierten. 1917 war so ein komplexes kriegswirtschaftliches Nachfrage-Kartell mit dem Allied Shipping Control als Zentrum entstanden. Es ging dabei um eine umfassende Verwaltung des kriegsbedingten Mangels und um eine effektive Regulierung der entstandenen heftigen Beschaffungs-Konkurrenz zwischen den Verbündeten. Von 1920 bis 1923 fungierte er als stellvertretender Generalsekretär des Völkerbundes, zog sich dann zunächst von der Öffentlichkeit und Politik zurück, wirkte eine Zeit lang in der Firma seiner Familie und in eigenen Unternehmungen, u. a. einer Bank in Kalifornien. Seit 1932 nahm er verschiedene internationale Beraterfunktionen wahr, u. a. auch als informeller Beauftragter des Völkerbundes in China, wo er ein Konsortium einheimischer Banken organisierte und als deren Agent Kreditmittel aus dem Ausland einwarb.
Zusammen mit George Murnane gründete er 1935 die Investmentfirma Monnet, Murnane & Co., welche von John Foster Dulles finanziert wurde.
Im Bewusstsein des bevorstehenden Waffengangs mit Deutschland initiierte Monnet 1939 erneut eine kriegswirtschaftliche Zusammenarbeit zwischen Frankreich und Großbritannien und wurde selbst Chef dieses „alliierten Koordinationskomitees“, eines binationalen Nachfrage-Kartells mit gemeinsamer Einkaufs-Tochter in den USA. Monnet betonte 1940 u. a. gegenüber Churchill die Notwendigkeit eines engeren Zusammengehens von Frankreich und England und schlug eine „einzige franko-britische Union“ zwischen beiden vor. Er hielt sich 1940–1943 im britischen Auftrag in den USA auf, wo er den Plan der Umstellung der US-Wirtschaft von der Friedens- auf die Kriegsproduktion („Victory Program“) ausarbeitete. 1943 sorgte Monnets Einfluss auf General Henri Giraud dafür, dass dieser schließlich Algier unter den Augen der Amerikaner vom Vichy-Regime löste. Monnet beteiligte sich 1943/44 an der Arbeit des Comité francais de la Libération nationale (CFLN).

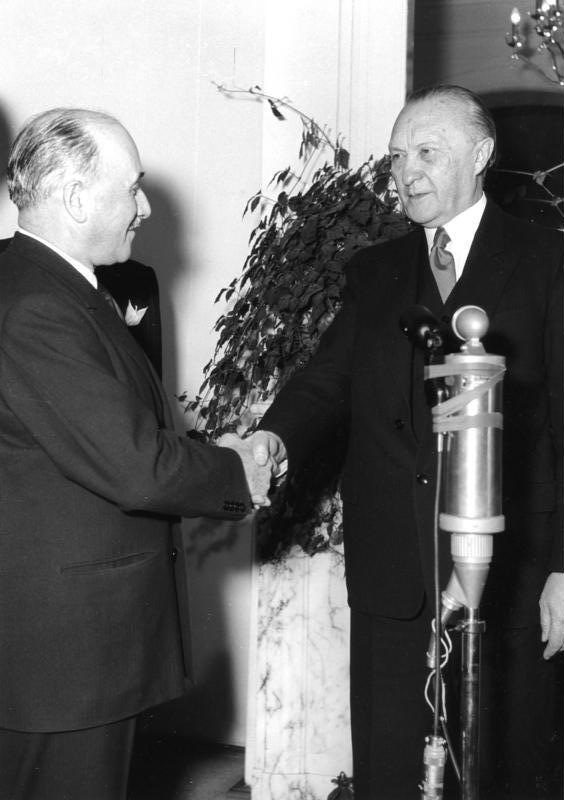
Jean Monnet (links) 1953 zu Besuch bei Konrad Adenauer

Von 1946 bis 1950 war Monnet erster Leiter des Commissariat général du Plan (französisches Planungsamt) und plante Modernisierungsprogramme für die französische Wirtschaft. Er sah mit dem „Monnet-Plan“ (1946–1950) ein großes Modernisierungsprogramm für die Wirtschaft Frankreichs und einen gewaltigen Ausbau der französischen Stahlkapazität vor.
Die Bedeutung Monnets liegt im Wesentlichen darin begründet, dass er 1950 die Idee für die Europäische Gemeinschaft für Kohle und Stahl entwickelte. Der EU-Historiker Christoph Driessen sieht ihn deshalb als „die überragende Gestalt der europäischen Integration“. Demnach hatte Frankreich nach dem Krieg ursprünglich geplant, Deutschland zu zerschlagen, um sicherzustellen, dass es nicht noch einmal von dem „Erbfeind“ angegriffen werden könnte. Die USA und Großbritannien entschieden sich jedoch schon bald dafür, Westdeutschland als Einheitsstaat politisch und militärisch wieder aufzubauen, um sein Potenzial im heraufziehenden Kalten Krieg gegen die Sowjetunion zu nutzen. In dieser Situation schlug Monnet der französischen Regierung vor, die beiden Dinge, die für die Kriegsführung am wichtigsten waren – Kohle als Energieträger und Stahl zur Herstellung der Waffen – einer überstaatlichen Behörde zu unterstellen und damit der Kontrolle Deutschlands und Frankreichs zu entziehen. Am 9. Mai 1950 stellte der französische Außenminister Robert Schuman diese Idee in einer Pressekonferenz der Öffentlichkeit vor. Sie ist seitdem als Schuman-Plan bekannt, hätte aber vom geistigen Ursprung her „Monnet-Plan“ heißen müssen. Bundeskanzler Konrad Adenauer ging sofort auf die Idee ein, da er darin eine einmalige Chance sah, die junge Bundesrepublik als gleichberechtigten Staat auf die internationale Bühne zurückzubringen. Zudem wurde die nun entstehende Gemeinschaft für andere Länder geöffnet, so dass auch noch Italien, die Niederlande, Belgien und Luxemburg beitraten. Aus der 1951 gegründeten Europäische Gemeinschaft für Kohle und Stahl entwickelte sich schließlich die Europäische Union.
Monnet selbst wurde Vorsitzender der Pariser Schuman-Plan-Konferenz, die zur Gründung der Europäischen Gemeinschaft für Kohle und Stahl (EGKS, Montanunion) führte. Von 1952 bis 1955 war er der erste Präsident der Hohen Behörde („haute autorité“) der Montanunion, die mit dem Fusionsvertrag von 1965 mit den Kommissionen von EWG und EURATOM zur Europäischen Kommission verschmolzen wurde. Er war somit der erste Präsident des Vorläufers der Europäischen Kommission. In diesen Funktionen stieg Monnet zu einem der einflussreichsten Wirtschafts- und Integrationspolitiker Europas auf, der sich auf vielen politischen Ebenen internationales Ansehen erwarb. Doch nach nur drei Jahren gab er dieses Amt auf. Denn „detaillierte Verwaltungsarbeit“ befriedigte ihn nicht.
Monnet blieb bis 1975 politisch aktiv (siehe auch Aktionskomitee für die Vereinigten Staaten von Europa). Monnet hatte ab 1955 maßgeblichen Anteil an den politischen Ideen zur Gründung von Euratom, der Errichtung einer politischen Union, dem Ausbau zu einer Währungsunion, der Bildung eines Rats der Staats- und Regierungschefs und dem Beitritt des Vereinigten Königreichs zur EG; außerdem entwickelte er Vorschläge für tragfähige Beziehungen der EG zu den USA. Im Jahr 1978 gründete Jean Monnet die Jean-Monnet-Stiftung für Europa (Fondation Jean Monnet Pour L’Europe), deren Sitz sich auf dem Campus der Universität Lausanne befindet.

## Methode Monnet
Auf Monnet geht das neofunktionalistische Integrationskonzept „der Dynamik in kleinen Schritten von nachhaltiger Bedeutung“ zurück, das vor allem anhand der EG/EU umgesetzt wurde:
- Konkrete Solidarität der Tat
- Begrenzte Übertragung von realen Kompetenzen
- Etappe(n) auf dem Weg zu einer noch wenig ausgeprägten finalité:
- Ökonomische Instrumente als Mittel der politischen Integration
- Koppelprodukt von Politikfeld und institutioneller Gestaltung
- Im Konsens getroffene Eliten-Entscheidungen
- Grundentscheidung für die europäische Föderation als Friedensgemeinschaft
- Der französisch-deutsche Kern als Nukleus der Einigungspolitik

Neuere Forschungen zeigten erhebliche Parallelen zur Einigungsmethode der früheren Wirtschaftskartelle: Monnets Insistieren auf supranationalen Einigungsformen entspräche dem Anstreben von Kartellformen höherer Ordnung, also der Syndikatsform. Monnets Erfahrung, dass rein intergouvernementale Zusammenschlüsse wenig effektiv bleiben, hatten kartellierungsinteressierte Unternehmer bereits Jahrzehnte vorher in einem anderen Sachkontext – anhand der loseren, nicht institutionalisierten Preis- und Produktionsabsprachen – herausgefunden, die in der Tat instabil und flüchtig blieben.
Christoph Driessen zufolge zeichnet Monnet aus, dass er „Visionär und Pragmatiker zugleich“ war: „Er hatte die Idee einer überstaatlichen Organisation, doch gleichzeitig war ihm bewusst, dass diese nur nach und nach realisiert werden konnte und auch nur dann, wenn die Bürger in den verschiedenen Ländern in jeder Phase spürbare Vorteile davon hatten.“

## Auszeichnungen
Jean Monnet erhielt im Laufe seines Lebens zahlreiche Auszeichnungen, darunter am 17. Mai 1953 den Karlspreis der Stadt Aachen als Schöpfer der ersten souveränen übernationalen europäischen Institution. 1959 wurde er mit dem Großkreuz des Verdienstordens der Bundesrepublik Deutschland ausgezeichnet. 1962 wurde Monnet in die American Academy of Arts and Sciences gewählt. Am 6. Dezember 1963 erhielt er die Freiheitsmedaille des Präsidenten der USA von Lyndon B. Johnson für seine Verdienste um die Einigung Europas und die Effektivität der Zusammenarbeit der atlantischen Nationen. Durch die Regierungschefs der EG wurde er 1976 zum ersten Ehrenbürger Europas ernannt, eine Auszeichnung, die erst 1998 an Helmut Kohl ein weiteres Mal verliehen wurde. Nach dem Tod Monnets wurden seine sterblichen Überreste auf Beschluss der französischen Nationalversammlung ins Pariser Panthéon überführt und in einem Ehrengrab bestattet.

## Jean-Monnet-Lehrstuhl
Der Europäische Universitätsrat, bestehend aus Rektoren und Europarechtsexperten europäischer Universitäten, vergibt im Rahmen des Erasmus+-Programmes in einer europaweiten Auswahlentscheidung die Bezeichnung „Jean-Monnet-Lehrstuhl“ an Lehrstühle. Die Bezeichnung ist an eine starke europäische Ausrichtung der Lehrstühle in Forschung und Lehre geknüpft. Sie bringt dem jeweiligen Lehrstuhl von der Universität kofinanzierte zusätzliche finanzielle Mittel. Jean-Monnet-Lehrstühle gibt es in Deutschland insbesondere in den Bereichen Recht (Europarecht), Politik und Wirtschaft. Ein derartiger Lehrstuhl wurde beispielsweise an den folgenden Hochschulen eingerichtet (alphabetisch):
- Universität Augsburg (Christoph Vedder)
- Freie Universität Berlin (Tanja Börzel)
- Ruhr-Universität Bochum (Sebastian Bersick)
- Universität Bremen (Ulrike Liebert)
- Technische Universität Chemnitz (Matthias Niedobitek)
- Universität Duisburg-Essen (Michael Kaeding und Ansgar Belke)[21]
- Universität Erfurt (Hermann-Josef Blanke)
- Europa-Universität Viadrina (Matthias Pechstein)
- Justus-Liebig-Universität Gießen (Mahulena Hofmann)
- Universität Hamburg (Gabriele Clemens)
- Ruprecht-Karls-Universität Heidelberg (Peter-Christian Müller-Graff)
- Universität Hildesheim (Michael Gehler)
- Friedrich-Schiller-Universität Jena (Matthias Ruffert)[22]
- Hochschule Kehl, Hochschule für Öffentliche Verwaltung Kehl (Annegret Eppler)
- Universität Konstanz (Daniel Thym)[23]
- Deutsche Sporthochschule Köln (Jürgen Mittag)
- Universität zu Köln (Wolfgang Wessels und Jürgen Elvert)
- Otto-von-Guericke-Universität Magdeburg (Eva Heidbreder)
- Johannes-Gutenberg-Universität Mainz (Arne Niemann)
- Carl-von-Ossietzky-Universität Oldenburg (Martin Heidenreich)
- Universität Osnabrück (Jean Monnet Centre of Excellence in European Studies)
- Universität Paderborn (Dieter Krimphove)
- Universität Passau (Daniel Göler)
- Hochschule Pforzheim (Dirk Wentzel)
- Universität Regensburg (Rainer Arnold)
- Eberhard Karls Universität Tübingen (Rudolf Hrbek und Gabriele Abels)
- Universität des Saarlandes (Thomas Giegerich)
- Universität Wuppertal (Hans J. Lietzmann, Paul J. J. Welfens)
- Julius-Maximilians-Universität Würzburg (Gisela Müller-Brandeck-Bocquet)

International sind unter anderem das von Joseph H. H. Weiler geleitete Jean Monnet Center an der New Yorker University Law School, das regelmäßige Jean Monnet Working Papers herausgibt.
Das Jean Monnet Centre of Excellence des Institut d’études politiques de Paris („Sciences Po“) wird von Renaud Dehousse geleitet.

## The Jean Monnet Chair at the Faculty of East Asian Studies (RUB)
Im September 2016 wurde Sebastian Bersick von der Europäischen Kommission im Rahmen des Erasmus+ Programms mit einem Jean-Monnet-Lehrstuhl ausgezeichnet. Die Förderung ermöglicht es der Ruhr-Universität Bochum (RUB), der Fakultät für Ostasienwissenschaften und der Abteilung Internationale Politische Ökonomie Ostasiens, die Lehr- und Forschungsaktivitäten zu intensivieren und neue Initiativen zu organisieren.

## Berühmte Zitate
„Die Wurzeln der Gemeinschaft sind jetzt so stark, und sie reichen tief bis in die Erde Europas.“

und

„Europa wird in Krisen entstehen und die Summe der zu ihrer Bewältigung gefundenen Lösungen sein.“

Nicht gesichert ist dagegen, ob Jean Monnet der Ausspruch „Wenn ich es noch einmal zu tun hätte, würde ich mit der Kultur beginnen“ tatsächlich zugeschrieben werden kann. Dieser Satz stammt nach Auskunft der Jean-Monnet-Stiftung eindeutig nicht von Monnet. Vielmehr soll der französische Kulturminister Jacques Lang gesagt haben: »Monnet aurait pu dire…«, Monnet hätte sagen können/sollen.

## Weitere Ehrungen
In Deutschland haben einige Städte (z. B. Berlin, Bocholt, Bonn, Frankfurt am Main, Freiburg im Breisgau, Villingen-Schwenningen, Wiesbaden, Föhren/Industriepark Region Trier) ihm zu Ehren einer Straße den Namen „Jean-Monnet-Straße“ gegeben.

## Schriften
- Erinnerungen eines Europäers. Hanser, München 1978, ISBN 3-446-12421-7. Vorwort von Helmut Schmidt (Übersetzung seiner Autobiografie von 1976).

## Dokumentation
- Der Mann im Schatten. Das unglaubliche Leben des Jean Monnet. Regie: Rüdiger Mörsdorf, SR, Frankreich/Deutschland, 53 Minuten, 2021